# Kabinett Karl von in der Maur II
Das Kabinett Karl von in der Maur II war von 24. Oktober 1896 bis 11. Dezember 1913 die von Fürst Johann II. ernannte Regierung des Fürstentums Liechtenstein unter Vorsitz von Landesverweser Karl von in der Maur.
Nach dem Tod seines Amtsnachfolgers Friedrich Stellwag von Carion wurde Karl von in der Maur provisorisch wieder als Landesverweser berufen. In mehreren Politikfeldern unternahm die Regierung Reformen. Im Finanzwesen wurde 1898 eine Annuitätenabteilung bei der Sparkassa eingeführt und eine Steuerreform durchgeführt. 1900 wurde die Österreichisch-ungarische Krone als Zahlungsmittel eingeführt und eigene Münzen geprägt. 1904 folgte ein Gesetz über den Gemeindehaushalt und 1909 wurde eine neue Gewerbeordnung eingeführt.
Die Regierung nahm sich auch eine Reform des Justizwesens vor, wobei es 1906/07 beim Ausmaß der Trennung von Justiz und Verwaltung zu Unstimmigkeiten mit dem Landtag kam, ebenso beim Pressegesetz, bei dem die Regierung stärkere Zensurregeln bevorzugte. Früchte der Reformen waren 1912 eine neue Zivil- und 1913 eine neue Strafprozessordnung.
Außenpolitisch bedeutsam waren der Abschluss eines Abkommens mit Vorarlberg über Lebensmittelkontrolle im Jahr 1909 und der Postvertrag mit Österreich 1911 durch den erstmals liechtensteinische Briefmarken ausgegeben werden konnten.
Der gesundheitlich angeschlagene in der Maur war seinen Aufgaben allerdings nicht mehr gewachsen und starb Ende 1913 nach einer heftigen Debatte im Landtag über den Bau des Kraftswerks Lawena. Sein Nachfolger wurde der österreichische Beamte Leopold von Imhof.

## Kabinettsmitglieder
|                                                                           | Bild                                | Name                   | Amtszeit                             | Landschaft |  |
| Landesverweser                                                            |                                     |                        |                                      |            |  |
|                                                                           | Landesverweser Karl von in der Maur | Karl von in der Maur   | 24. Oktober 1896 – 11. Dezember 1913 | –          |  |
| Landräte                                                                  |                                     |                        |                                      |            |  |
|                                                                           | Landrat Franz Josef Biedermann      | Franz Josef Biedermann | 24. Oktober 1896 – 1898              | Unterland  |  |
|                                                                           | Landrat Meinrad Ospelt              | Meinrad Ospelt         | 24. Oktober 1896 – 11. Dezember 1913 | Oberland   |  |
| Landrat-Stellvertreter. die regelmässig an Regierungssitzungen teilnahmen |                                     |                        |                                      |            |  |
|                                                                           | Landrat Lorenz Kind                 | Lorenz Kind            | 1902 – 11. Dezember 1913             | Unterland  |  |